# Andilly, Haute-Savoie
Andilly är en kommun i departementet Haute-Savoie i regionen Auvergne-Rhône-Alpes i sydöstra Frankrike. Kommunen ligger i kantonen Cruseilles som tillhör arrondissementet Saint-Julien-en-Genevois. År 2022 hade Andilly 1 011 invånare.

## Befolkningsutveckling
Antalet invånare i kommunen Andilly
| Referens: INSEE |